# Ásdís Hjálmsdóttir
Ásdís Hjálmsdóttir (ur. 28 października 1985 w Reykjavíku) – islandzka lekkoatletka specjalizująca się w rzucie oszczepem.
Uczestniczka mistrzostw świata kadetów w Debreczynie (2001) oraz mistrzostw świata juniorów w Grosseto (2004). Złota medalistka igrzysk małych państw w roku 2005. Tuż za podium była w 2005 na mistrzostwach Europy młodzieżowców. Bez powodzenia startowała w mistrzostwach Europy w roku 2006 – wynik 51,33 nie dał jej awansu do finału. Cztery lata później, podczas kolejnych mistrzostw Europy, zajęła 10. miejsce z rezultatem 54,32. W roku 2008 z wynikiem 48,59 nie udało jej się zakwalifikować do finału konkursu podczas igrzysk olimpijskich w Pekinie. W 2009 drugi raz w karierze zwyciężyła w igrzyskach małych państw oraz odpadła w eliminacjach mistrzostw świata. Wystąpiła w finale mistrzostw Europy w Barcelonie (2010). Medalistka mistrzostw Islandii oraz reprezentantka kraju w pucharze Europy, drużynowym czempionacie Starego Kontynentu oraz pucharze Europy w rzutach.
Okazjonalnie występuje także w innych konkurencjach – w 2001 nie awansowała do finału rzutu dyskiem podczas mistrzostw świata kadetów, w 2003 także odpadła w eliminacjach rzutu dyskiem na mistrzostwach Europy juniorów, w 2007 zdobyła w tej konkurencji srebro igrzysk małych państw Europy, reprezentowała Islandię w rzucie dyskiem i pchnięciu kulą podczas pucharu Europy oraz drużynowych mistrzostw Europy. Zdobywała złote medale mistrzostw kraju w tych konkurencjach.
Rekord życiowy: 63,43 (12 lipca 2017, Joensuu). Jest to aktualny rekord Islandii.

## Osiągnięcia
| Rok  | Impreza                                | Miejsce               | Lokata            | Wynik |
| ---- | -------------------------------------- | --------------------- | ----------------- | ----- |
| 2001 | Mistrzostwa świata juniorów młodszych  | Debreczyn             | el. – 28. miejsce | 36,39 |
| 2003 | Mistrzostwa Europy juniorów            | Tampere               | el. – 19. miejsce | 42,23 |
| 2004 | Mistrzostwa świata juniorów            | Grosseto              | 6. miejsce        | 54,05 |
| 2005 | Igrzyska małych państw Europy          | Andorra La Vella      | 1. miejsce        | 57,05 |
| 2005 | II liga pucharu Europy                 | Tallinn               | 5. miejsce        | 54,41 |
| 2005 | Młodzieżowe mistrzostwa Europy         | Erfurt                | 4. miejsce        | 53,78 |
| 2006 | II liga pucharu Europy                 | Bańska Bystrzyca      | 3. miejsce        | 51,27 |
| 2006 | Mistrzostwa Europy                     | Göteborg              | el. – 25. miejsce | 51,33 |
| 2008 | II liga pucharu Europy                 | Tallinn               | 1. miejsce        | 57,49 |
| 2008 | Igrzyska olimpijskie                   | Pekin                 | el. – 50. miejsce | 48,59 |
| 2009 | Zimowy puchar Europy w rzutach         | Teneryfa              | 1. miejsce        | 60,42 |
| 2009 | Igrzyska małych państw Europy          | Nikozja               | 1. miejsce        | 58,93 |
| 2009 | Mistrzostwa świata                     | Berlin                | el. – 24. miejsce | 55,86 |
| 2010 | Zimowy puchar Europy w rzutach         | Arles                 | 4. miejsce        | 59,98 |
| 2010 | III liga drużynowych mistrzostw Europy | Marsa                 | 1. miejsce        | 57,26 |
| 2010 | Mistrzostwa Europy                     | Barcelona             | 10. miejsce       | 54,32 |
| 2011 | Zimowy puchar Europy w rzutach         | Sofia                 | 3. miejsce        | 56,44 |
| 2011 | III liga drużynowych mistrzostw Europy | Reykjavík             | 1. miejsce        | 55,18 |
| 2011 | Mistrzostwa świata                     | Daegu                 | el. – 13. miejsce | 59,15 |
| 2012 | Zimowy puchar Europy w rzutach         | Bar                   | 6. miejsce        | 57,65 |
| 2012 | Mistrzostwa Europy                     | Helsinki              | el. – 13. miejsce | 55,29 |
| 2012 | Igrzyska olimpijskie                   | Londyn                | 11. miejsce       | 59,08 |
| 2013 | Zimowy puchar Europy w rzutach         | Castellón de la Plana | 7. miejsce        | 57,63 |
| 2013 | Igrzyska małych państw Europy          | Luksemburg            | 1. miejsce        | 56,15 |
| 2013 | III liga drużynowych mistrzostw Europy | Bańska Bystrzyca      | 2. miejsce        | 53,36 |
| 2013 | Mistrzostwa świata                     | Moskwa                | el. – 21. miejsce | 57,65 |
| 2014 | Mistrzostwa Europy                     | Zurych                | el. – 13. miejsce | 56,36 |
| 2015 | Igrzyska małych państw Europy          | Reykjavík             | 1. miejsce        | 58,85 |
| 2015 | II liga drużynowych mistrzostw Europy  | Stara Zagora          | 1. miejsce        | 60,06 |
| 2015 | Mistrzostwa świata                     | Pekin                 | el. – 29. miejsce | 56,72 |
| 2016 | Puchar Europy w rzutach                | Arad                  | 3. miejsce        | 59,53 |
| 2016 | Mistrzostwa Europy                     | Amsterdam             | 8. miejsce        | 60,37 |
| 2016 | Igrzyska olimpijskie                   | Rio de Janeiro        | el. – 30. miejsce | 54,92 |
| 2017 | Puchar Europy w rzutach                | Las Palmas            | 2. miejsce        | 59,20 |
| 2017 | Igrzyska małych państw Europy          | Serravalle            | 1. miejsce        | 60,03 |
| 2017 | II liga drużynowych mistrzostw Europy  | Tel Awiw              | 2. miejsce        | 60,67 |
| 2017 | Mistrzostwa świata                     | Londyn                | 11. miejsce       | 60,16 |
| 2018 | Mistrzostwa Europy                     | Berlin                | el. – 13. miejsce | 58,64 |
| 2019 | III liga drużynowych mistrzostw Europy | Skopje                | 1. miejsce        | 57,04 |